# Almerinda Farias Gama
Almerinda Farias Gama (Maceió, 16 de maio de 1899 — Rio de Janeiro, 31 de março de 1999 — São Paulo) foi uma advogada, jornalista, poetisa, sindicalista e política brasileira. 
Gama foi uma das primeiras mulheres negras a atuar na política brasileira e tem um importante papel na história da militância feminista no Brasil, dentro e fora dos sindicatos.
Seu arquivo pessoal está custodiado no Centro de Pesquisa e Documentação de História Contemporânea do Brasil (CPDOC) da Fundação Getulio Vargas (FGV) e sua trajetória é tema da biografia "Almerinda Gama: a sufragista negra", escrita pela jornalista Cibele Tenório e lançada em 2025 pela Editora Todavia. 

## Biografia
Nascida na capital alagoana em 16 de maio de 1899, era filha da professora Eulalia Maria da Rocha e do comerciante José Antônio Gama. Em 1907, Gama mudou-se para Belém (PA), depois da morte do pai, sendo criada pela avó paterna Almerinda Silva Gama e pela tia Emília Gama.
Casou-se aos 23 anos com o poeta e escritor Benigno Farias Gama, com o qual teve um filho, mas perdeu a criança ainda na infância. Ficou viúva em 1925, quando o marido foi vitimado pela tuberculose. Em 1935, teve outro filho, de um relacionamento com um engenheiro, mas estes faleceram antes de Almerinda.

### Vida política
Em 1929, mudou-se para o Rio de Janeiro por uma questão trabalhista, ao descobrir que um colega homem ganhava 300 réis para o mesmo trabalho que ela fazia por 200 réis, assim sendo, decidiu trabalhar em um lugar onde pudesse ser melhor remunerada. Pouco depois de se estabelecer na cidade, ela se tornou presidenta do Sindicato dos Datilógrafos e Taquígrafos e Secretárias do Distrito Federal. Apoiou a campanha de Bertha Lutz para a presidência da Federação Brasileira pelo Progresso Feminino (FBPF).
Na capital fluminense, Gama formou-se advogada, e envolveu-se de vez nas lutas políticas e feministas. Foi presidenta da Federação Brasileira pelo Progresso Feminino e também foi figura engajada na conquista do direito ao voto pelas mulheres. Como representante classista, acabou sendo indicada, em 1933, como delegada na votação que escolheu os integrantes da Assembleia Constituinte que elaboraria uma nova Constituição para o Brasil. Gama e Carlota Pereira de Queirós foram as únicas mulheres na Assembleia Constituinte mencionada.
Candidatou-se à deputada federal em 1934, mas não se elegeu. Foi dirigente do Partido Socialista Proletário do Brasil (PSPB), ao lado de Plínio Gomes de Mello, Vasco Carvalho de Toledo, Waldemar Reikdal, João Vitaca, Sabbatino José Casini, Euclides Vieira Sampaio, Orlando Ramos e Carlos Nogueira Branco. Permaneceu à frente do Partido até 1937, ano em que foi extinto, devido ao Golpe do Estado Novo.
Em 1935, Gama fundou, no Rio de Janeiro, a Ala Moça do Brasil, que era um associação político-social que tinha como um dos objetivos de ser uma frente política de renovação, e contribuía na formação de eleitores.
Rememorou fatos de sua vida política e do contexto político do país através de entrevistas que concedeu ao longo da vida. Uma destas entrevistas ocorreu em 1984, concedida aos historiadores Angela de Castro Gomes e Eduardo Stotz, que integrou o projeto Velhos Militantes. Em 1992, quando morava no subúrbio do Rio de Janeiro, concedeu sua última entrevista para a organização feminista ComMulher.
Seu acervo pessoal encontra-se na FGV, e é possível consultar documentos, como o título de eleitor, a carteira de trabalho no Sindicato dos Datilógrafos, o cartão da Associação dos Escreventes, além dos seus artigos: "Escreva-se a História" e "Atualidades Trabalhistas", de 1975.

## Homenagens e morte
Em 18 de fevereiro de 1934, Almerinda foi homenageada ao ter seu nome intitulando o Ginásio Almerinda Gama, que era dirigido por Laurentino Garrido, em São João do Meriti, no Rio de Janeiro, devido às suas contribuições na educação. A advogada também foi homenageada como protagonista no curta-metragem documental Almerinda, uma Mulher de 30, dirigida pelo cineasta Joel Zito Araújo, em 1991.
Almerinda faleceu aos 99 anos de idade, em 31 de março de 1999, em São Paulo. A data de morte de Almerinda Gama, antes desconhecida, foi revelada pela jornalista Cibele Tenório durante sua pesquisa, que encontrou a certidão de óbito.
Em 2015, foi lançado o curta-metragem Almerinda, a Luta Continua, produzido e dirigido pela pesquisadora Cibele Tenório, em parceria com o CPDOC. E, em 2016, a Prefeitura de São Paulo instituiu o Prêmio Almerinda Farias Gama para distinguir iniciativas na área de comunicação relacionadas à defesa da população negra.
Em 2020, Cibele Tenório defendeu uma Dissertação de Mestrado em História na  Universidade de Brasília (UnB), intitulada A Vida na Ponta dos Dedos, cujo objetivo foi investigar a trajetória de vida da advogada e política, contribuindo para preencher lacunas sobre aspectos de sua vida. A dissertação de mestrado deu origem a biografia "Almerinda Gama: a sufragista negra", de autoria de Cibele Tenório e lançada pela editora Todavia em 2025. O projeto do livro foi o vencedor do Prêmio Todavia de Não Ficção em 2024.

## Obras
A advogada começou a atuar nas letras quando morava no Pará, escrevendo crônicas para o jornal A Província. Formou-se como datilógrafa, e, no Rio de Janeiro, atuou como professora e como tradutora de espanhol, francês e inglês. 
Contribuiu escrevendo artigos para vários periódicos, como para O Jornal, em 1930, no qual era responsável pela sessão "Perspectivas", da coluna "Para a Mulher no Lar"; e para A Esquerda neste mesmo ano; Diário de Notícias, em 1932; atuando ainda em jornais como em O Dia, em 1956. Publicou de forma autoral um livro de poesias intitulado Zumbi, em 1942, que concorreu ao Prêmio Olavo Bilac, da Academia Brasileira de Letras (ABL), em 1943. Já em 1964, publicou o livro O Dedo de Luciano - Noções de Higiene, pela Companhia Antárctica Paulista, que foi distribuído de forma gratuita em todo o país como uma contribuição na saúde pública.

### Poemas
- "A Nossa História" (O Jornal, 1930);
- "Da Tristeza que Mora nos Meus Olhos" (A Batalha, 1931);
- "Moderna Afronta" (O Jornal, 1931);
- "Meu Amor é a Encarnação do Vento" (Diário de Notícias, 1932);
- "Meu Carnaval" (Diário de Notícias, 1933);
- "Aspiração" (A Gazeta, 1936).[7]

### Livros
- Zumbi. Rio de Janeiro, 1942;[13]
- O Dedo de Luciano – Noções de Higiene. São Paulo: Guaraá Champagne Antarctiva, 1964.[13][5]